# アラモルト
『アラモルト』は、2004年2月18日に東芝EMIよりリリースされたフジファブリックの3rdミニアルバムである。

## 概要
本作は初めてメジャーレーベルからリリースされたフジファブリックの通算3枚目となるアルバムで、プレデビュー盤として5,000枚限定でリリースされた
インディーズ時代の2枚のミニアルバム『アラカルト』『アラモード』から7曲を選曲してリメイクし、再録音した楽曲を収録したベスト・アルバム的な作品。 
CD-EXTRA仕様で、メンバー紹介とスクリーンセーバーが収録されている。
現在は廃盤であるが、2010年6月30日にリリースされた完全生産限定ボックス『FAB BOX』に完全復刻盤が収録された。

## 収録曲

### 楽曲解説
1. 茜色の夕日
  - 後に6thシングルとして再びリメイクされる。
2. 花屋の娘
3. 線香花火
4. ダンス2000
  - 後に5thシングル「虹」のカップリングとして再びリメイクされる。
5. 環状七号線
6. 浮雲
7. 笑ってサヨナラ
  - 現在のフジファブリックのオリジナルの楽曲の中で最も長い曲[注 3]。

### 楽曲クレジット
| 全作詞・作曲: 志村正彦、全編曲: フジファブリック。 |                    |          |            |      |
| #                                                  | タイトル           | 作詞     | 作曲・編曲 | 時間 |
| 1.                                                 | 「茜色の夕日」     | 志村正彦 | 志村正彦   | 5:15 |
| 2.                                                 | 「花屋の娘」       | 志村正彦 | 志村正彦   | 3:56 |
| 3.                                                 | 「線香花火」       | 志村正彦 | 志村正彦   | 5:24 |
| 4.                                                 | 「ダンス2000」     | 志村正彦 | 志村正彦   | 4:38 |
| 5.                                                 | 「環状七号線」     | 志村正彦 | 志村正彦   | 5:31 |
| 6.                                                 | 「浮雲」           | 志村正彦 | 志村正彦   | 6:13 |
| 7.                                                 | 「笑ってサヨナラ」 | 志村正彦 | 志村正彦   | 7:12 |
| 合計時間:                                          | 合計時間:          | 38:09    |            |      |